# Ericydnus strigosus
Ericydnus strigosus är en stekelart som först beskrevs av Christian Gottfried Daniel Nees von Esenbeck 1834.  Ericydnus strigosus ingår i släktet Ericydnus och familjen sköldlussteklar. Arten är reproducerande i Sverige. Inga underarter finns listade i Catalogue of Life.